# René Lhoste
Pour les articles homonymes, voir Lhoste.
Pas d'image ? Cliquez ici

a Compétitions nationales et continentales officielles uniquement.

René Lhoste, né le 7 février 1917 à Juillan et mort le 4 novembre 1998 à Bayonne, est un joueur français de rugby à XV et de rugby à XIII évoluant aux postes de demi de mêlée à XV et d'arrière ou de demi de mêlée à XIII dans les années 1940 et 1950.
Il évolue après-guerre au sein du FC Lourdes en rugby XV prenant part à la finale du Championnat de France en 1945 perdue contre le SU Agen avec pour coéquipiers Jean Prat et Robert Soro. Il change ensuite de code de rugby pour le rugby à XIII et le club de l'US Lyon-Villeurbanne remportant le Championnat de France en 1951 où il inscrit un essai en finale contre le XIII Catalan avec pour coéquipiers Joseph Crespo, Élie Brousse et François Montrucolis. Il effectue également une pige au Celtic de Paris lors de la saison 1951-1952.

## Palmarès

### En rugby à XV
- Collectif : 
  - Finaliste du Championnat de France : 1945 (Lourdes).

### En rugby à XIII
- Collectif : 
  - Vainqueur du Championnat de France : 1951 (Lyon).
  - Vainqueur de la Coupe de France : 1937 (Villeneuve).
  - Finaliste du Championnat de France : 1938 et 1939 (Villeneuve).
  - Finaliste de la Coupe de France : 1938 (Villeneuve), 1950 et 1951 (Lyon).